# Labidocera scotti
Labidocera scotti är en kräftdjursart som beskrevs av Giesbrecht 1897. Labidocera scotti ingår i släktet Labidocera och familjen Pontellidae. Inga underarter finns listade i Catalogue of Life.